# اگولهاک
اگولهاک (به لاتین: Aguelhok) یک سکونتگاه مسکونی در مالی است که در استان کیدال واقع شده‌است.

## خصوصیات
اگولهاک ۲۲٬۰۰۰ کیلومترمربع مساحت و ۸٬۰۸۰ نفر جمعیت دارد.